# Henryk Elzenberg (adwokat)
Henryk Elzenberg (ur. 1845 w Warszawie, zm. 7 września 1899 w Nauheim) – prawnik, publicysta, redaktor, tłumacz.

## Życiorys
Był radcą prawnym w zakładach Karola Scheiblera. Przełożył Uwagi nad przyczynami wielkości i upadku Rzymian Monteskiusza i to zaraz po studiach (wydane w 1869 roku), sam zaś napisał Pogadanki popularne o ekonomii politycznej. Przez jakiś czas był współwłaścicielem czasopisma przeznaczonego dla rodzin pt. „Opiekun Domowy”, a gdy przeniósł się ze swą kancelarią do Łodzi – związał się najpierw z „Gazetą Łódzką”, a po jej upadku w 1881 z „Dziennikiem Łódzkim” (od 1884), w którym przez długie lata był kierownikiem zespołu redakcyjnego.

### Życie prywatne
Katolik pochodzący z zasymilowanej rodziny żydowskiej, syn Jakuba, ojciec filozofa Henryka Elzenberga (1887–1967) i poety Juliusza Wirskiego (1893–1961). 12 października 1886 roku wstąpił w związek małżeński z Marią Olędzką (1852–1888), a po jej śmierci z poetką i współpracownicą Jadwigą Zlasnowską (1869-1941). Przyjaciel Elizy Orzeszkowej, z którą często korespondował.

Zmarł na chorobę serca 7 września 1899 w Nauheim, gdzie był kuracjuszem. Został pochowany został na cmentarzu Powązkowskim w Warszawie (kwatera K-2-30/31). 

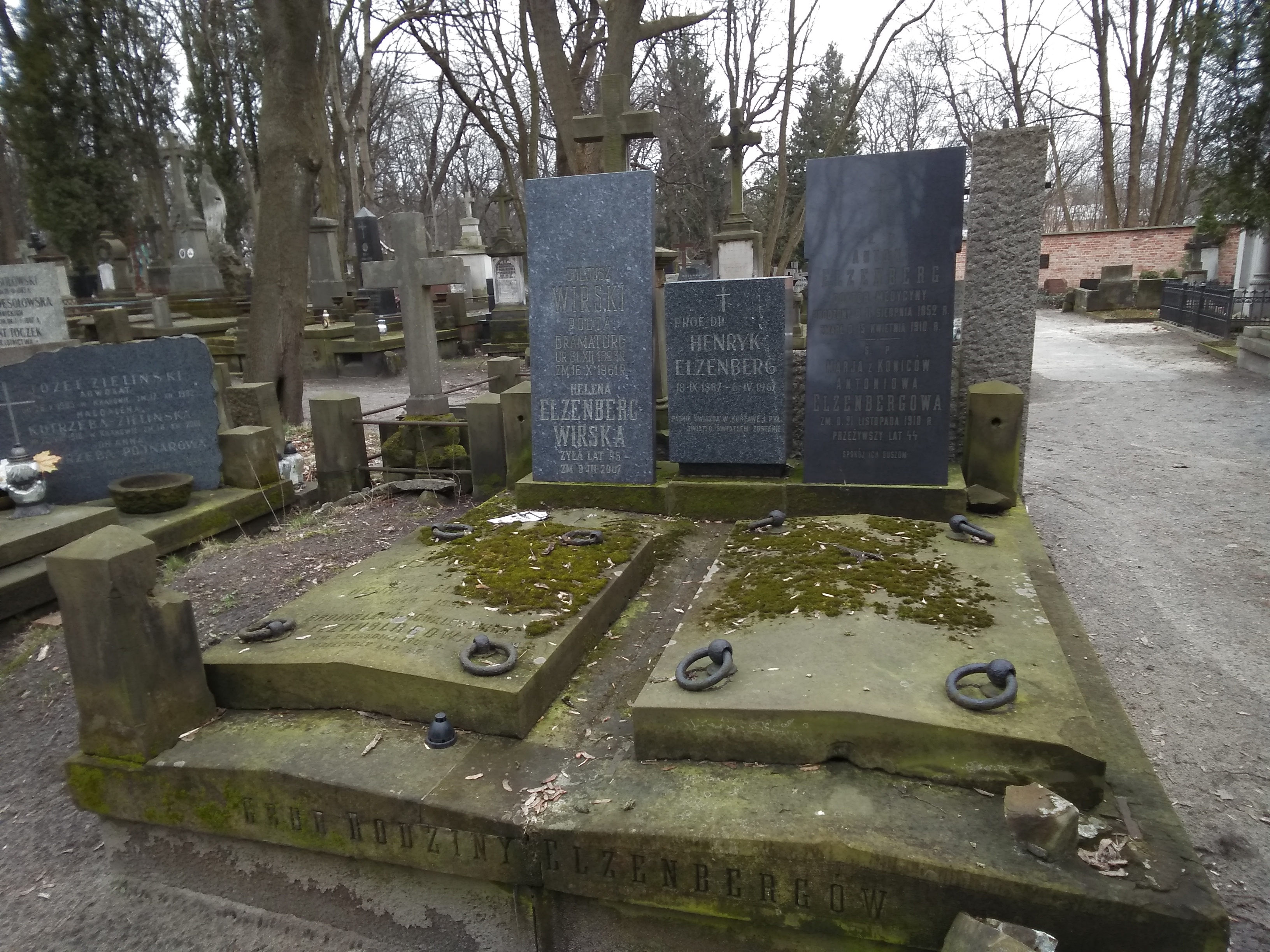
Grób Henryka i Antoniego Elzenbergów na cmentarzu Powązkowskim